# Justin Faulk
Justin Michael Faulk (South St. Paul, 20 marzo 1992) è un hockeista su ghiaccio statunitense.

## Palmarès

### Mondiali
- 2 medaglie:
  - 2 bronzi (Svezia/Finlandia 2013; Repubblica Ceca 2015)